# Vittoria Belvedere
Vittoria Belvedere est une actrice italienne née le 17 janvier 1972 à Vibo Valentia en Calabre.

## Biographie
En 1992, elle fait ses débuts dans le film In camera mia, réalisé par Luciano Martino. En 1993, elle apparaît dans la série Delitti privati de Sergio Martino. Elle a joué Julia dans Imperium: Augustus. Elle anime l'édition 2003 du Festival de Sanremo avec Pippo Baudo et Manuela Arcuri. En 2006, elle joue dans 10 épisodes de la série dramatique romantique italienne Nati ieri.
Elle est mariée à Vasco Valerio, un producteur délégué de télévision, avec lequel elle a deux enfants.

## Filmographie

### Cinéma
- 1992 : In camera mia de Luciano Martino
- 1992 : Oro de Fabio Bonzi
- 1993 : Graffiante desiderio de Sergio Martino
- 1994 : Ritorno a Parigi de Maurizio Rasio
- 1996 : Passage pour le paradis (Passaggio per il paradiso) d'Antonio Baiocco (it)
- 1999 : La spiaggia de Mauro Cappelloni
- 2000 : Si fa presto a dire amore de Enrico Brignano
- 2004 : La lettera de Luciano Cannito

### Télévision
- 1993 : Piazza di Spagna de Florestano Vancini
- 1993 : Delitti privati de Sergio Martino
- 1993 : La famiglia Ricordi de Mauro Bolognini
- 1995 : Arsène Lupin de Vittorio De Sisti
- 1996 : Commandant Nerval de Henri Helman et Arnaud Sélignac
- 1996 : Le retour de Sandokan (feuilleton) : Baba
- 1998 : Provincia segreta de Francesco Massaro
- 1998 : Trenta righe per un delitto de Lodovico Gasparini
- 1998 : Lui e lei de Luciano Manuzzi
- 1998 : Le ragazze di piazza di Spagna de José María Sánchez
- 1999 : Le ragazze di piazza di Spagna 2 de Gianfranco Lazotti
- 1999 : Lui e lei 2 de Elisabetta Lodoli et Luciano Manuzzi
- 1999 : Riding the storm de Bernd Böhlich
- 2000 : Senso di colpa de Massimo Spano
- 2000 : Le ragazze di Piazza di Spagna 3 de Riccardo Donna
- 2001 : Un cœur oublié de Philippe Monnier – Isabelle avec Michel Serrault
- 2001 - L'uomo che piaceva alle donne - Bel Ami (it) de Massimo Spano
- 2002 : San Giovanni - L'Apocalisse de Raffaele Mertes
- 2003 : ICS - L'amore ti dà un nome de Alberto Negrin
- 2003 : Imperium: Augustus de Roger Young
- 2003 : Nessuno al posto suo de Gianfranco Albano
- 2004 : Part Time de Angelo Longoni
- 2004 : Rita da Cascia de Giorgio Capitani
- 2005 : Padri e figli de Gianfranco Albano et Gianni Zanasi
- 2005 : Il bambino sull'acqua de Paolo Bianchini
- 2005 : Il mio amico Babbo Natale de Franco Amurri
- 2005 : Giovanni Paolo II de John Kent Harrison
- 2006 : Nati ieri de Carmine Elia, Paolo Genovese et Luca Miniero
- 2007 : Viaggio in Italia - Una favola vera de Paolo Genovese et Luca Miniero

## Autres images

Vittoria Belvedere
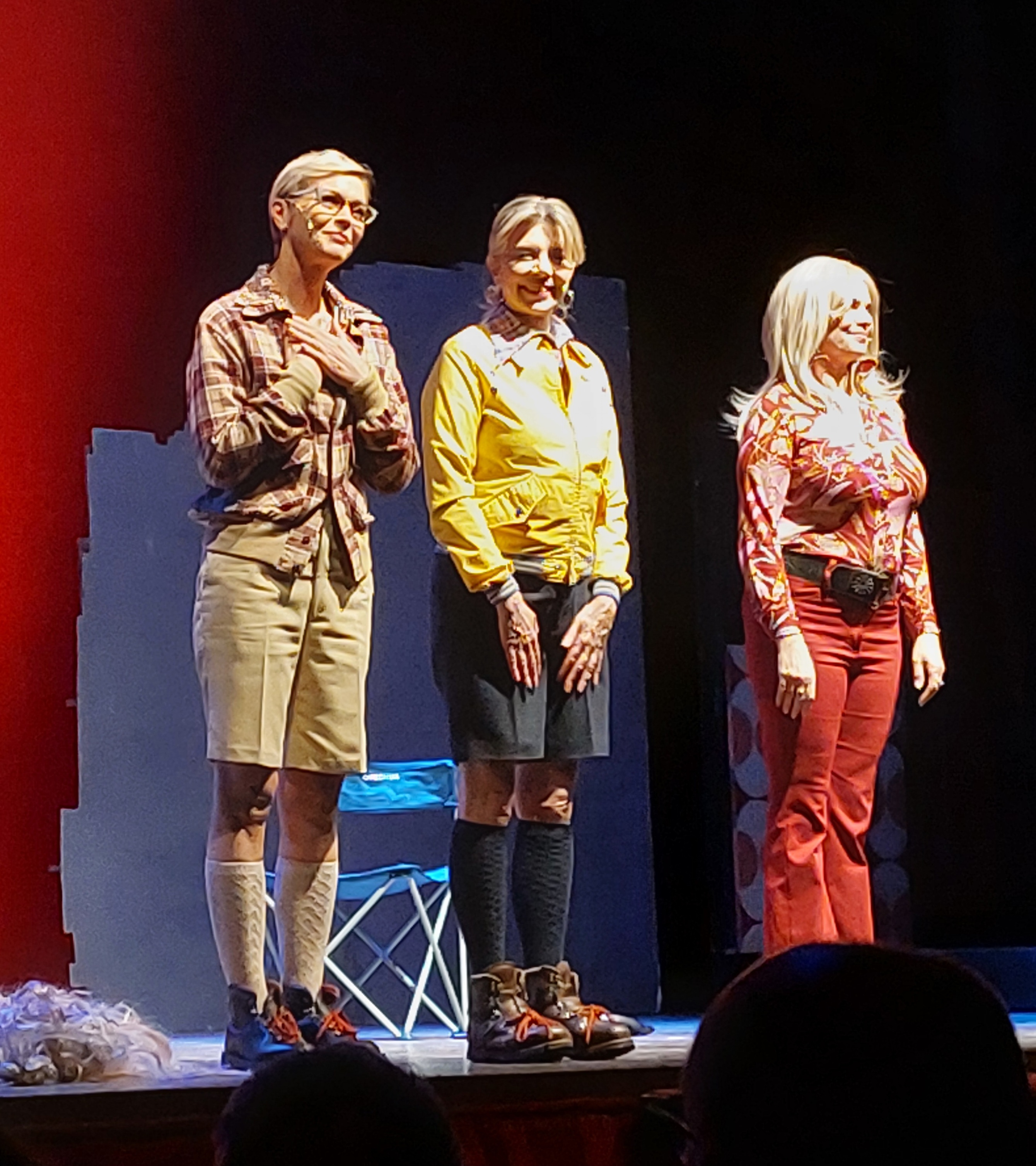
Vittoria Belvedere, Benedicta Boccoli et Debora Caprioglio Donne in pericolo, Théâtre Saint-Dominique (it), Crema, 1er décembre 2024.